# Petersburg (Nebraska)
Pour les articles homonymes, voir Petersburg.
La ville de Petersburg est située dans le comté de Boone, dans l’État du Nebraska, aux États-Unis. Lors du recensement de 2010, sa population s’élevait à 333 habitants.

## Source
- (en) Cet article est partiellement ou en totalité issu de l’article de Wikipédia en anglais intitulé « Petersburg, Nebraska » (voir la liste des auteurs).